# 2011-es Honda Indy Grand Prix of Alabama
A 2011-es Honda Indy Grand Prix of Alabama volt a 2011-es Izod IndyCar Series szezon második futama. A versenyt április 10-én rendezték meg az alabamai Birminghamben található Barber Motorsports Park nevű versenypályán. A versenyt a Versus közvetítette.

## Nevezési lista
| Csapat                       | Első pilóta | Első pilóta         | Második pilóta | Második pilóta     | Harmadik pilóta | Harmadik pilóta | Negyedik pilóta | Negyedik pilóta  |
| ---------------------------- | ----------- | ------------------- | -------------- | ------------------ | --------------- | --------------- | --------------- | ---------------- |
| Newman/Haas Racing           | 2           | Oriol Servià        | 06             | James Hinchcliffe  |                 |                 |                 |                  |
| Team Penske                  | 3           | Hélio Castroneves   | 6              | Ryan Briscoe       | 12              | Will Power      |                 |                  |
| Panther Racing               | 4           | J. R. Hildebrand    |                |                    |                 |                 |                 |                  |
| KV Racing Technology - Lotus | 5           | Szató Takuma        | 59             | E. J. Viso         | 82              | Tony Kanaan     |                 |                  |
| Andretti Autosport           | 7           | Danica Patrick      | 26             | Marco Andretti     | 27              | Mike Conway     | 28              | Ryan Hunter-Reay |
| Target Chip Ganassi Racing   | 9           | Scott Dixon         | 10             | Dario Franchitti   | 38              | Graham Rahal    | 83              | Charlie Kimball  |
| A.J. Foyt Enterprises        | 14          | Vitor Meira         |                |                    |                 |                 |                 |                  |
| AFS Racing                   | 17          | Raphael Matos       |                |                    |                 |                 |                 |                  |
| Dale Coyne Racing            | 18          | James Jakes         | 19             | Sebastien Bourdais |                 |                 |                 |                  |
| Dreyer & Reinbold Racing     | 22          | Justin Wilson       | 24             | Simon Pagenaud     |                 |                 |                 |                  |
| Conquest Racing              | 34          | Sebastian Saavedra  |                |                    |                 |                 |                 |                  |
| Sam Schmidt Motorsports      | 77          | Alex Tagliani       |                |                    |                 |                 |                 |                  |
| HVM Racing                   | 78          | Simona de Silvestro |                |                    |                 |                 |                 |                  |

## Eredmények

### Időmérő
| Pozíció | #  | Pilóta              | Csapat                       | Egyes csoport | Kettes csoport | Top 12    | Fast 6    |
| ------- | -- | ------------------- | ---------------------------- | ------------- | -------------- | --------- | --------- |
| 1       | 12 | Will Power          | Team Penske                  | 1:11.6683     |                | 1:11.3642 | 1:11.4546 |
| 2       | 6  | Ryan Briscoe        | Team Penske                  | 1:11.7811     |                | 1:11.4142 | 1:11.7361 |
| 3       | 9  | Scott Dixon         | Chip Ganassi Racing          |               | 1:11.8418      | 1:11.3039 | 1:12.8826 |
| 4       | 3  | Hélio Castroneves   | Team Penske                  | 1:11.8740     |                | 1:11.4043 | 1:12.1247 |
| 5       | 22 | Justin Wilson       | Dreyer & Reinbold Racing     |               | 1:12.1591      | 1:11.6825 | 1:12.3085 |
| 6       | 2  | Oriol Servià        | Newman/Haas Racing           | 1:11.8679     |                | 1:11.7074 | 1:12.4394 |
| 7       | 10 | Dario Franchitti    | Chip Ganassi Racing          | 1:11.6913     |                | 1:11.7090 |           |
| 8       | 06 | James Hinchcliffe   | Newman/Haas Racing           |               | 1:12.2447      | 1:11.8183 |           |
| 9       | 26 | Marco Andretti      | Andretti Autosport           |               | 1:12.2115      | 1:11.8672 |           |
| 10      | 38 | Graham Rahal        | Chip Ganassi Racing          | 1:11.9373     |                | 1:11.9712 |           |
| 11      | 5  | Szató Takuma        | KV Racing Technology - Lotus |               | 1:12.4087      | 1:12.1667 |           |
| 12      | 77 | Alex Tagliani       | Sam Schmidt Motorsports      |               | 1:12.3780      | 1:12.3485 |           |
| 13      | 78 | Simona de Silvestro | HVM Racing                   | 1:12.2559     |                |           |           |
| 14      | 17 | Raphael Matos       | AFS Racing                   |               | 1:12.4094      |           |           |
| 15      | 4  | J. R. Hildebrand    | Panther Racing               | 1:12.2684     |                |           |           |
| 16      | 27 | Mike Conway         | Andretti Autosport           |               | 1:12.5191      |           |           |
| 17      | 28 | Ryan Hunter-Reay    | Andretti Autosport           | 1:12.3370     |                |           |           |
| 18      | 59 | E. J. Viso          | KV Racing Technology - Lotus |               | 1:12.6582      |           |           |
| 19      | 14 | Vitor Meira         | A. J. Foyt Enterprises       | 1:12.5677     |                |           |           |
| 20      | 19 | Sébastien Bourdais  | Dale Coyne Racing            |               | 1:12.6896      |           |           |
| 21      | 83 | Charlie Kimball     | Chip Ganassi Racing          | 1:12.5857     |                |           |           |
| 22      | 7  | Danica Patrick      | Andretti Autosport           |               | 1:12.7257      |           |           |
| 23      | 24 | Simon Pagenaud      | Dreyer & Reinbold Racing     | 1:12.5900     |                |           |           |
| 24      | 82 | Tony Kanaan         | KV Racing Technology - Lotus |               | 1:12.8892      |           |           |
| 25      | 18 | James Jakes         | Dale Coyne Racing            | 1:12.7147     |                |           |           |
| 26      | 34 | Sebastian Saavedra  | Conquest Racing              |               | 1:13.0858      |           |           |

## Rajtfelállás
| Rajtsor | Belső ív | Belső ív            | Külső ív | Külső ív           |
| ------- | -------- | ------------------- | -------- | ------------------ |
| 1       | 12       | Will Power          | 6        | Ryan Briscoe       |
| 2       | 9        | Scott Dixon         | 3        | Hélio Castroneves  |
| 3       | 22       | Justin Wilson       | 2        | Oriol Servià       |
| 4       | 10       | Dario Franchitti    | 06       | James Hinchcliffe  |
| 5       | 26       | Marco Andretti      | 38       | Graham Rahal       |
| 6       | 5        | Szató Takuma        | 77       | Alex Tagliani      |
| 7       | 78       | Simona de Silvestro | 17       | Raphael Matos      |
| 8       | 4        | J. R. Hildebrand    | 27       | Mike Conway        |
| 9       | 28       | Ryan Hunter-Reay    | 59       | E. J. Viso         |
| 10      | 14       | Vitor Meira         | 19       | Sebastien Bourdais |
| 11      | 83       | Charlie Kimball     | 7        | Danica Patrick     |
| 12      | 24       | Simon Pagenaud      | 82       | Tony Kanaan        |
| 13      | 18       | James Jakes         | 34       | Sebastian Saavedra |

### Verseny
| Pozíció               | #  | Pilóta              | Csapat                       | Futott kör | Idő/Kiesés oka                             | Rajthely | Élen töltött körök száma | Pont |
| --------------------- | -- | ------------------- | ---------------------------- | ---------- | ------------------------------------------ | -------- | ------------------------ | ---- |
| 1.                    | 12 | Will Power          | Team Penske                  | 90         | 2:14:42.9523                               | 1        | 90                       | 53   |
| 2.                    | 9  | Scott Dixon         | Chip Ganassi Racing          | 90         | +3.3828                                    | 3        | 0                        | 40   |
| 3.                    | 10 | Dario Franchitti    | Chip Ganassi Racing          | 100        | +16.1045                                   | 8        | 0                        | 35   |
| 4.                    | 26 | Marco Andretti      | Andretti Autosport           | 90         | +28.9599                                   | 9        | 0                        | 32   |
| 5.                    | 2  | Oriol Servià        | Newman/Haas Racing           | 90         | +29.8817                                   | 6        | 0                        | 30   |
| 6.                    | 82 | Tony Kanaan         | KV Racing Technology - Lotus | 90         | +30.3853                                   | 24       | 0                        | 28   |
| 7.                    | 3  | Hélio Castroneves   | Team Penske                  | 90         | +30.7837                                   | 4        | 0                        | 26   |
| 8.                    | 24 | Simon Pagenaud      | Dreyer & Reinbold Racing     | 90         | +31.1595                                   | 23       | 0                        | 24   |
| 9.                    | 78 | Simona de Silvestro | HVM Racing                   | 90         | +32.5832                                   | 13       | 0                        | 22   |
| 10.                   | 83 | Charlie Kimball     | Chip Ganassi Racing          | 90         | +35.0038                                   | 21       | 0                        | 20   |
| 11.                   | 19 | Sebastien Bourdais  | Dale Coyne Racing            | 90         | +35.9873                                   | 20       | 0                        | 19   |
| 12.                   | 14 | Vitor Meira         | A. J. Foyt Enterprises       | 90         | +42.5440                                   | 19       | 0                        | 18   |
| 13.                   | 4  | J. R. Hildebrand    | Panther Racing               | 90         | +44.2878                                   | 15       | 0                        | 17   |
| 14.                   | 28 | Ryan Hunter-Reay    | Andretti Autosport           | 90         | +1:00.5427                                 | 17       | 0                        | 16   |
| 15.                   | 77 | Alex Tagliani       | Sam Schmidt Motorsports      | 90         | +1:10.6879                                 | 11       | 0                        | 15   |
| 16.                   | 5  | Szató Takuma        | KV Racing Technology - Lotus | 90         | +1:12.1719                                 | 11       | 0                        | 14   |
| 17.                   | 7  | Danica Patrick      | Andretti Autosport           | 89         | +1 kör                                     | 22       | 0                        | 13   |
| 18.                   | 38 | Graham Rahal        | Chip Ganassi Racing          | 88         | +2 kör                                     | 10       | 0                        | 12   |
| 19.                   | 22 | Justin Wilson       | Dreyer & Reinbold Racing     | 62         | Baleset Matos-al                           | 5        | 0                        | 12   |
| 20.                   | 17 | Raphael Matos       | AFS Racing                   | 62         | Baleset Wilson-al                          | 14       | 0                        | 12   |
| 21.                   | 6  | Ryan Briscoe        | Team Penske                  | 57         | Baleset Hunter-Reay-el                     | 2        | 0                        | 12   |
| 22.                   | 27 | Mike Conway         | Andretti Autosport           | 45         | Baleset                                    | 16       | 0                        | 12   |
| 23.                   | 59 | E. J. Viso          | KV Racing Technology - Lotus | 40         | Baleset Hinchcliffe-el és de Silvestro-val | 18       | 0                        | 12   |
| 24.                   | 06 | James Hinchcliffe   | Newman/Haas Racing           | 40         | Baleset Viso-val és de Silvestro-val       | 8        | 0                        | 12   |
| 25.                   | 18 | James Jakes         | Dale Coyne Racing            | 30         | Tűz                                        | 25       | 0                        | 10   |
| 26.                   | 34 | Sebastian Saavedra  | Conquest Racing              | 27         | Váltóhiba                                  | 26       | 0                        | 10   |
| HIVATALOS VÉGEREDMÉNY |    |                     |                              |            |                                            |          |                          |      |

### Verseny statisztikák
A versenyt az elejétől a végéig Will Power vezette.
| Változás az élen             | Változás az élen |
| Kör                          | Élen             |
| ---------------------------- | ---------------- |
| Nem történt változás az élen |                  |

| Élen töltött körök száma | Élen töltött körök száma |
| Körök                    | Versenyző                |
| ------------------------ | ------------------------ |
| 90                       | Will Power               |

| Sárga zászlók: 6 alkalommal összesen 20 körön át | Sárga zászlók: 6 alkalommal összesen 20 körön át         |
| Körök                                            | Ok                                                       |
| ------------------------------------------------ | -------------------------------------------------------- |
| 1-2                                              | #4-es és #17-es autó balesete a 6-os kanyarban           |
| 37-39                                            | #77-es autó megpördülése a 16-os kanyarban               |
| 41-44                                            | #06-os,#59-es és a #78-as autó balesete a 6-os kanyarban |
| 46-48                                            | #27-es autó balesete a 4-es kanyarban                    |
| 58-61                                            | #6-os és #28-as autó balesete a 8-as kanyarban           |
| 64-67                                            | #17-es és #22-es autó balesete a 6-os kanyarban          |

## Bajnokság állása a verseny után
Pilóták bajnoki állása
| Pozíció | Pilóta              | Pontok |
| ------- | ------------------- | ------ |
| 1       | Will Power          | 94     |
| 2       | Dario Franchitti    | 87     |
| 3       | Tony Kanaan         | 63     |
| 4       | Scott Dixon         | 54     |
| 5       | Simona de Silvestro | 54     |